# Авдієвський Анатолій Тимофійович
Анато́лій Тимофі́йович Авдіє́вський (16 серпня 1933, с. Федвар, Олександрівський район, Кіровоградська область — 24 березня 2016, Київ) — український хоровий диригент, композитор, педагог, Герой України, Лауреат Національної Премії ім. Т. Г. Шевченка. Академік Академії педагогічних наук України (1995). Дійсний член (академік) Академії мистецтв України (1996), голова Національної всеукраїнської музичної спілки.

## Родина
1. Батько, Тимофій Іванович — родом із села Авдіївка, що на Чернігівщині Холминського району, ветеринарний лікар — з 1940 р. і до кінця життя мешкали в с. Цебрикове Великомихайлівського району на Одещині;
2. мати, Ганна Юхимівна, ветеринарний лікар с. Цебриково.

В родині народилося четверо дітей: два сини і дві доньки.
1. Дружина Анатолія Тимофійовича — Майя Пантелеймонівна Авдієвська, педагог — хореограф, Заслужений діяч мистецтв.
2. Діти: Оксана (1960), Тимофій (1964).
3. Онуки: Максим (1983), Настя (1990)

## Біографічні дані
1940—1948 рр. — учень середньої школи села Цебриково, Великомихайлівського району Одеської Області. 1948—1953 рр.- учень Одеського державного музичного училища, диригентсько-хоровий відділ. 1951-1958- вчитель музики і співу, керівник хорових колективів (Одеса). 1951—1958 рр. — студент Одеської державної консерваторії ім. А.Нежданової. 1958 року закінчив Одеську консерваторію (у Дмитра Загрецького, Костянтина Пігрова).
У 1958—1963 роках — засновник, художній керівник і головний диригент Поліського ансамблю пісні й танцю «Льонок» (Житомир).
У 1963—1966 роках — художній керівник і головний диригент Черкаського українського народного хору.
Від 1966 року — директор, художній керівник і головний диригент заслуженого академічного українського народного хору імені Григорія Верьовки. Серед його вихованців — народна артистка України Людмила Клименко.
У 1971—1976 роках — викладач Київської консерваторії.
У 1977—1980 роках — викладач Київського інституту культури.
Від 1980 року — викладач Київського педагогічного інституту (від 1986 року — професор).
Від 1991 року — голова Всеукраїнської музичної спілки (від 1998 року — Національна всеукраїнська музична спілка).
З 1995 року — Президент Національного музичного комітету України Міжнародної Ради ЮНЕСКО. З 2000 року — проректор — директор Інституту мистецтв Національного педагогічного університету ім. М. П. Драгоманова.
7 березня 2016 відсвяткував 50-річний ювілей на посаді головного диригента та художнього керівника Національного заслуженого академічного українського народного хору України ім. Г. Г. Верьовки.

Могила Анатолія Авдієвського

Помер 24 березня 2016 року. Похований в Києві на Байковому кладовищі (ділянка № 52а).

## Творчість
Автор хорів — «Привітально-хороводна», «Не громи в степах гудуть» (на слова Дмитра Луценка), «Над широким Дніпром» (на сл. В. Лагоди), обробок народних пісень

## Відзнаки
- Звання Герой України з врученням ордена Держави (16 серпня 2003) — за самовіддане служіння Україні на ниві відродження національної культури, збереження і розвитку народної пісенної спадщини, багатогранну творчу діяльність[3]
- Орден князя Ярослава Мудрого IV ст. (24 серпня 2013) — за значний особистий внесок у державне будівництво, соціально-економічний, науково-технічний, культурно-освітній розвиток України, вагомі трудові здобутки та високий професіоналізм[4]
- Орден князя Ярослава Мудрого V ст. (15 серпня 2008) — за визначні особисті заслуги перед Українською державою у розвитку національного музичного мистецтва, багаторічну плідну творчу діяльність та з нагоди 75-річчя від дня народження[5]
- Орден Жовтневої Революції (1986)
- Орден Трудового Червоного Прапора (1974)
- 1967 — заслужений діяч мистецтв України.
- 1975 — народний артист УРСР.
- 1983 — народний артист СРСР.
- 1968 — Шевченківська премія спільно з Григорієм Верьовкою за створення високохудожніх концертних програм заслуженого українського народного хору імені Григорія Верьовки.
- 1978 — Державна премія СРСР.

## Вшанування пам'яті
У Києві є вулиця Анатолія Авдієвського.
У місті Кропивницький перейменували провулок Дунаєвського на провулок Анатолія Авдієвського.
У 2024 році в місті Олександрія перейменували вулицю на честь Анатолія Авдієвського.